# Jeon So-min (diễn viên)
Đây là một tên người Triều Tiên, họ là Jeon.
Jeon So-min (tiếng Hàn: 전소민; sinh ngày 7 tháng 4 năm 1986) là nữ diễn viên và người mẫu Hàn Quốc. So-min xuất hiện lần đầu vào năm 2004 với bộ phim sitcom Miracle. Năm 2006, cô ra mắt màn ảnh rộng qua bộ phim Cinderella. Và Jeon So-min đã có cho mình vai chính đầu tiên trong bộ phim truyền hình Hàn Quốc Công chúa Aurora, cô đã nhận được sự công nhận cho vai diễn của mình tại Lễ trao giải MBC Drama năm 2013, nơi cô đã giành được "Giải thưởng Nữ diễn viên mới xuất sắc nhất".
Các tác phẩm đáng chú ý khác của cô như bộ phim truyền hình hàng ngày Ngày mai chiến thắng (2015), bộ phim hài lãng mạn Hạnh phúc bất ngờ (2016), bộ phim kinh dị y khoa Cross (2018), bộ phim hài lãng mạn Top Star U-back (2018), Review Notebook of My Embarrassing Days (2018), Birthday Letter (2019) và Big Data Romance (2019).
So-min sau đó đã tham gia chương trình tạp kỹ Running Man với tư cách là thành viên chính thức từ tháng 4 năm 2017 đến tháng 10 năm 2023, nơi cô đã đạt được sự công nhận quốc tế. Cô cũng xuất hiện trong hai mùa đầu tiên của chương trình tạp kỹ Sixth Sence.

## Tiểu sử
Trước khi chính thức ra mắt là một diễn viên, cô là một người mẫu tạp chí thời trang vào năm thứ hai trung học (2004).
Jeon So-min được chọn làm đại sứ cho các dự án của chính phủ, cụ thể là Đại sứ thứ 5 cho Tuần lễ Thay đổi Khí hậu 2013, và Đại sứ của Animal Film Festival tại vịnh Suncheon năm 2015

### Giáo dục
- Trường tiểu học Neunggok (능곡초등학교) – Tốt nghiệp
- Trường trung học Neunggok (능곡중학교) – Tốt nghiệp
- Trường trung học Hwasu (화수고등학교) – Tốt nghiệp
- Đại học nữ sinh Dongduk (동덕여자대학교), Khoa Phát thanh Truyền hình và Giải trí (lớp 05/2005) – Tốt nghiệp Cử nhân

### Gia đình
Jeon So-min có một người em trai tên là Jeon Wook-min (전욱민).

## Danh sách phim

### Phim
| Năm  | Nhan đề                        | Vai diễn                                  | Ghi chú               | Ng.           |
| ---- | ------------------------------ | ----------------------------------------- | --------------------- | ------------- |
| 2006 | Gương mặt giả                  | Hye-won                                   | Vai phụ               | [ 6 ]         |
| 2011 | Help Me                        |                                           | Vai chính (phim ngắn) | [ 7 ]         |
| 2012 | Love Call                      | Soo-ah                                    | Vai phụ               | [ 8 ]         |
| 2012 | 얼음꽃                         | Jeon So-min                               | Vai chính             | [ 9 ] [ 10 ]  |
| 2013 | Sun Cream                      |                                           | Phim ngắn             | [ 11 ]        |
| 2019 | Chồng cũ, tình mới             | Đối tượng hẹn hò giấu mặt của Jo Hyun-woo | Cameo                 | [ 12 ]        |
| 2020 | The Name                       | Seo Ri-ae                                 | Vai chính             | [ 13 ]        |
| 2022 | Điều ước cuối của tù nhân 2037 | Jang Mi                                   | Vai chính             | [ 14 ] [ 15 ] |
| 2024 | Eighteen Youth                 | Hee-joo                                   | Vai chính             | [ 16 ]        |
| 2025 | Veranda                        | Jeong Ha-yeon                             | Vai chính             |               |
| TBA  | Only God Knows Everything      | Soo-yeon                                  | Vai chính             | [ 17 ]        |

### Phim truyền hình
| Năm     | Nhan đề                                                 | Kênh          | Vai diễn                           | Ghi chú                            | Ng.    |
| ------- | ------------------------------------------------------- | ------------- | ---------------------------------- | ---------------------------------- | ------ |
| 2004    | Miracle                                                 | MBC           | Jeon Ji-hyun                       | Vai diễn ra mắt                    |        |
| 2004    | Drama City – Father of the Ocean                        | MBC           |                                    | 2 phần                             |        |
| 2007    | Hometown Over the Hill                                  | KBS1          |                                    | Vai nhỏ                            |        |
| 2007    | The Great Catsby                                        | tvN           | Choi Soo-yeon                      | Vai nhỏ                            | [ 18 ] |
| 2008    | Ba người cha                                            | KBS2          | Nam Jong-hee                       | Vai phụ                            | [ 19 ] |
| 2008–09 | Phía đông vườn địa đàng                                 | MBC           | Lee Ki-soon                        | Vai phụ                            | [ 20 ] |
| 2010    | Joseon X-Files                                          | tvN           | Choi Eui-sin                       | Cameo (tập 6)                      | [ 21 ] |
| 2010    | Jungle Fish 2                                           | KBS2          | Đối tượng hẹn hò của Ahn Ba-woo    | Cameo (tập 3)                      | [ 22 ] |
| 2010–11 | I'm Glad I Loved You                                    | KBS2          | Lee Young-hwa                      | Vai phụ                            | [ 23 ] |
| 2011    | Royal Family                                            | MBC           | Seo Soon-ae khi còn trẻ            | Cameo                              |        |
| 2011    | Vẻ đẹp trẻ thơ                                          | KBS2          | Lee Jin-hee                        | Cameo (tập 7 và 9)                 | [ 24 ] |
| 2011    | Drama City – Yeongdeok Women's Wrestling Team           | KBS2          | Cha Yeon-hee                       | KBS Drama Special, 1 phần          | [ 25 ] |
| 2011    | KBS HDTV Literature Hall – Gwangyeom Sonata             | KBS1          | Nam Jeong-yeon                     | Vai chính (phim truyền hình 1 tập) | [ 26 ] |
| 2011–12 | Nữ hoàng Insoo                                          | JTBC          | Jang Nok-soo                       | Cameo (tập 56–58 và 60)            | [ 27 ] |
| 2013    | Công chúa Aurora                                        | MBC           | Oh Ro-ra                           | Vai chính đầu tiên                 | [ 28 ] |
| 2014    | Tình yêu còn mãi                                        | SBS           | Kim Se-gyung                       | Vai phụ                            | [ 29 ] |
| 2014    | Mother's Garden                                         | MBC           | Baek Song-i                        | Cameo (tập 16)                     | [ 30 ] |
| 2014–15 | Người hầu (Maids)                                       | JTBC          | Dan-ji                             | Vai phụ                            | [ 31 ] |
| 2015    | Late Night Restaurant                                   | SBS           | Hye-jin                            | Cameo (tập 13)                     | [ 32 ] |
| 2015–16 | Ngày mai chiến thắng                                    | MBC           | Han Seung-ri                       | Vai chính                          | [ 33 ] |
| 2016    | Uống rượu một mình                                      | tvN           | Đối tượng xem mắt của Jin Jung-suk | Cameo (tập 10)                     | [ 34 ] |
| 2016    | Hạnh phúc bất ngờ                                       | Dramax        | Kim Da-hyun                        | Vai chính                          | [ 35 ] |
| 2017    | Bí mật ngọt ngào                                        | OCN           | Cô gái tại câu lạc bộ              | Cameo (tập 1)                      | [ 36 ] |
| 2017    | Idol Drama Operation Team                               | KBS1          | Chính cô ấy                        | Cameo (tập 1 và 8)                 | [ 37 ] |
| 2017    | Cô dâu Thủy Thần                                        | tvN           | Bệnh nhân điều trị tâm lí          | Cameo (tập 4)                      | [ 38 ] |
| 2017    | Single Wife                                             | Dramax & UMAX | Người dẫn chương trình truyền hình | Cameo (tập 1)                      | [ 39 ] |
| 2018    | Cross                                                   | tvN           | Go Ji-in                           | Vai chính                          | [ 40 ] |
| 2018    | Drama Special – Review Notebook of My Embarrassing Days | KBS2          | Do Do-hye                          | Vai chính (phim truyền hình 1 tập) | [ 41 ] |
| 2018–19 | Top Star U-back                                         | tvN           | Oh Kang-soon                       | Vai chính                          | [ 42 ] |
| 2019    | Drama Special – Birthday Letter                         | KBS2          | Kim Jae-yeon                       | Vai phụ (4 tập)                    | [ 43 ] |
| 2019    | Drama Stage – Big Data Romance                          | tvN           | Ahn Bit-na                         | Vai chính (phim truyền hình 1 tập) | [ 44 ] |
| 2021    | Drama Special – Hee-soo                                 | KBS2          | Hwang Joo-eun                      | Vai chính (phim truyền hình 1 tập) | [ 45 ] |
| 2021–22 | Phía sau khung cửa sổ                                   | Channel A     | Yoon Mi-ra                         | Vai chính                          | [ 46 ] |
| 2022    | Những cô nàng tạp vụ                                    | JTBC          | Ahn In-kyeong                      | Vai chính                          | [ 47 ] |
| 2023    | Taxi ma quái                                            | ENA           | Ma                                 | Cameo (tập 4)                      | [ 48 ] |
| 2024    | Goe-ri and Naeng-so                                     | MBN           | Oh Goe-ri                          | Vai chính                          |        |
| 2024    | Không xin lỗi đâu nhé                                   | KBS Joy       | Ji Song-i                          | Vai chính                          |        |

### Phim chiếu mạng
| Năm  | Nhan đề                 | Nền tảng | Vai diễn    | Ghi chú        | Ng.    |
| ---- | ----------------------- | -------- | ----------- | -------------- | ------ |
| 2021 | Tôi và anti-fan kết hôn | Naver TV | Kim Da-hyun | Cameo (tập 11) | [ 49 ] |

## Hoạt động giải trí

### Chương trình truyền hình

#### Thành viên cố định
| Năm       | Tên chương trình | Kênh | Ghi chú     | Ng.    |
| --------- | ---------------- | ---- | ----------- | ------ |
| 2017–2023 | Running Man      | SBS  | Tập 346–679 | [ 50 ] |
| 2020      | Sixth Sense 1    | tvN  | 8 tập       | [ 51 ] |
| 2021      | Sixth Sense 2    | tvN  | 16 tập      | [ 52 ] |
| 2022–2023 | Skip             | tvN  | Host        | [ 53 ] |

#### Khách mời
| Năm  | Tên chương trình                               | Kênh       | Ghi chú                                                                | Ng.           |
| ---- | ---------------------------------------------- | ---------- | ---------------------------------------------------------------------- | ------------- |
| 2013 | Super Dog                                      | KBS2       | Tập 5 và 6                                                             | [ 54 ]        |
| 2013 | Gag Concert                                    | KBS2       | Tập 729                                                                | [ 55 ] [ 56 ] |
| 2014 | Vitamin (chương trình truyền hình)             | KBS2       | Tập 522                                                                |               |
| 2014 | Happy Together mùa 3                           | KBS2       | Tập 366                                                                | [ 57 ]        |
| 2014 | Witch Hunt                                     | JTBC       | Tập 63                                                                 | [ 58 ] [ 59 ] |
| 2014 | The King of Ratings                            | KBS W      | Tập 218                                                                | [ 60 ] [ 61 ] |
| 2014 | Get It Beauty mùa 7                            | OnStyle    | Tập 33                                                                 |               |
| 2014 | Quiz to Change the World                       | MBC        | Tập 275                                                                |               |
| 2014 | Running Man                                    | SBS        | Tập 224                                                                |               |
| 2014 | Gourmet road                                   | KSTAR      | Tập 168                                                                |               |
| 2015 | Live Talk Show TAXI                            | tvN        | Tập 381                                                                |               |
| 2015 | Radio Star                                     | MBC        | Tập 434                                                                |               |
| 2016 | The Capable Ones                               | MBC        | Tập 28                                                                 |               |
| 2016 | Happy Together mùa 3                           | KBS2       | Tập 452                                                                |               |
| 2016 | Knowing Brothers                               | JTBC       | Tập 28                                                                 |               |
| 2016 | Đồng sàng dị mộng (Same Bed, Different Dreams) | SBS        | Tập 57                                                                 |               |
| 2016 | Let's meet up at 8pm                           | OLIVE      | Tập 6                                                                  |               |
| 2016 | My Ear's Candy                                 | tvN        | Tập 10 và 11                                                           |               |
| 2016 | Get It Beauty mùa 9                            | OnStyle    | Tập 36                                                                 |               |
| 2017 | Tôi đi 1 mình                                  | sky Travel | Tập 3 và 4 (phiên bản đặc biệt dành cho nữ diễn viên)                  |               |
| 2017 | Running Man                                    | SBS        | Tập 343                                                                |               |
| 2017 | Order & cook                                   | OLIVE      | Tập 4                                                                  |               |
| 2017 | Living Together in Empty Room                  | MBC        | Tập 1–4 (tham gia cùng Brave Brothers và Yang Se-chan)                 | [ 62 ]        |
| 2017 | Wednesday Food Talk                            | tvN        | Tập 114                                                                |               |
| 2017 | 떠나요 둘이서                                  | SBS Plus   | Tập 4–6                                                                |               |
| 2018 | Life Bar                                       | tvN        | Tập 56 (tham gia cùng Go Kyung-pyo và Jo Jae-hyun quảng bá phim Cross) | [ 63 ]        |
| 2018 | Amazing Saturday                               | tvN        | Tập 32 (tham gia cùng Kim Ji-seok quảng bá phim Top Star U-back)       | [ 64 ]        |
| 2019 | Village Survival, The Eight mùa 2              | SBS        | Tập 1 và 2                                                             | [ 65 ] [ 66 ] |
| 2019 | Happy Together mùa 4                           | KBS2       | Tập 21                                                                 | [ 67 ]        |
| 2020 | Ask Anything                                   | KBS joy    | Tập 83 (tham gia cùng Choi Jung-won quảng bá phim The Name)            | [ 68 ]        |
| 2021 | Problem Child in House                         | KBS2       | Tập 150 (tham gia cùng Park Sung-hoon quảng bá phim Hee-soo)           | [ 69 ]        |
| 2022 | Sixth Sense 3                                  | tvN        | Tập 30, 31 và 33                                                       | [ 70 ]        |
| 2022 | Sixth Sense 3                                  | tvN        | Tập 30, 31 và 33                                                       | [ 71 ]        |
| 2022 | Sixth Sense 3                                  | tvN        | Tập 30, 31 và 33                                                       | [ 72 ]        |

## Hoạt động âm nhạc

### Đĩa đơn hợp tác
| Năm  | Tên bài hát    | Nghệ sĩ hợp tác              | Ng.           |
| ---- | -------------- | ---------------------------- | ------------- |
| 2014 | "He Starlight" | Ca sĩ Kim Dong-wan (Shinhwa) | [ 73 ] [ 74 ] |

### EP hợp tác
| Ca khúc thể hiện                             | Thời gian phát hành | Nghệ sĩ hợp tác                                                                          | Album                                      | Ng.    |
| -------------------------------------------- | ------------------- | ---------------------------------------------------------------------------------------- | ------------------------------------------ | ------ |
| "Confession of Your Love" (이제 나와라 고백) | 22 tháng 9 năm 2019 | Yoo Jae-suk, Soran (hay Jeon Soran và Yoo Jae-suk)                                       | Running Man Fan Meeting: Project Running 9 | [ 75 ] |
| "I Like It" (좋아)                           | 22 tháng 9 năm 2019 | Yoo Jae-suk, Jee Seok-jin, Kim Jong-kook, Haha, Song Ji-hyo, Lee Kwang-soo, Yang Se-chan | Running Man Fan Meeting: Project Running 9 | [ 75 ] |
| "Blue & Blue"                                | 2021                | Choi Botton                                                                              | Normal Blue                                | [ 76 ] |
| "I Love You"                                 | 2021                | Choi Botton                                                                              | Normal Red                                 | [ 77 ] |
| "Why Not Cut Long Hair"                      | 2021                | Choi Botton                                                                              | Normal Black                               | [ 78 ] |

### Viết lời bài hát
| Tên bài hát             | Năm  | Nghệ sĩ hợp tác | Album               | Ng.    |
| ----------------------- | ---- | --------------- | ------------------- | ------ |
| "Blue & Blue"           | 2021 | Choi Botton     | Normal Blue         | [ 79 ] |
| "I Love You"            | 2021 | Choi Botton     | Normal Red          | [ 80 ] |
| "Romantic"              | 2021 | Choi Botton     | Normal Red          | [ 80 ] |
| "Why Not Cut Long Hair" | 2021 | Choi Botton     | Normal Black        | [ 81 ] |
| "Let's Be Forever"      | 2021 | Choi Botton     | Normal White        | [ 82 ] |
| "One Room"              | 2021 | Lee Ki-chan     | Đĩa đơn ngoài album | [ 83 ] |

## Hoạt động khác

### Xuất hiện trong video âm nhạc
| Tên bài hát                                        | Thời gian phát hành | Ca sĩ            | Ng.     |
| -------------------------------------------------- | ------------------- | ---------------- | ------- |
| "How Much" (얼마나)                                | 2004                | Turtles (거북이) | Youtube |
| "나만 바보죠"                                      | 15 tháng 2 năm 2011 | 김재승           | Youtube |
| "Just Looking at You Is Nice" (바라만 봐도 좋은데) | 4 tháng 7 năm 2011  | No Reply         | Youtube |
| "Sun & Star"                                       | 6 tháng 1 năm 2012  | Joosuc           | Youtube |
| "Atlantis Princess" (아틀란티스 소녀)              | 17 tháng 4 năm 2013 | Lena Park        | Youtube |
| "Be With Me" (있어주면)                            | 19 tháng 4 năm 2021 | Soran            | Youtube |

### Dẫn chương trình
| Năm  | Tên chương trình                  | Mạng           | Ghi chú                                        | Ng.    |
| ---- | --------------------------------- | -------------- | ---------------------------------------------- | ------ |
| 2019 | 25th Dream Concert                | —              | Dẫn cùng Leeteuk và Gongchan                   | [ 88 ] |
| 2020 | TikTok Stage with Men and Mission | TikTok         | King Kong by Starship Untact Global Fanmeeting | [ 89 ] |
| 2021 | 2020 APAN Music Awards            | seezn Olleh TV | Dẫn cùng Kim Jong-kook                         | [ 90 ] |
| 2022 | 2022 K Global Heart Dream Awards  | seezn          | Dẫn cùng Lee Yong-jin                          | [ 91 ] |

### Viết sách
| Tên sách                            | Năm xuất bản | Thể loại      | Nhà xuất bản     | Ng.           |
| ----------------------------------- | ------------ | ------------- | ---------------- | ------------- |
| Uống rượu rồi gọi cho tôi cũng được | 2020         | Thơ/Tiểu luận | BookRum (부크럼) | [ 92 ] [ 93 ] |

### Vai trò đại sứ
| Năm  | Nội dung                                                                                          | Ng.     |
| ---- | ------------------------------------------------------------------------------------------------- | ------- |
| 2010 | Đại sứ quảng cáo tái chế xe đạp của bạn                                                           | [ 94 ]  |
| 2011 | Đại sứ Quan hệ công chúng Ngày Trái đất lần thứ 41                                                | [ 95 ]  |
| 2013 | Đại sứ PR của Bộ Môi trường cho tuần lễ biến đổi khí hậu lần thứ 5                                | [ 96 ]  |
| 2014 | Đại sứ PR của Bộ Môi trường cho tuần lễ biến đổi khí hậu lần thứ 6                                | [ 97 ]  |
| 2014 | Đại sứ Quan hệ công chúng Lễ hội bùn Boryeong                                                     | [ 98 ]  |
| 2015 | Đại sứ Liên hoan phim Động vật Vịnh Suncheon                                                      | [ 99 ]  |
| 2016 | Đại sứ Quan hệ công chúng xóa 4 tệ nạn xã hội lớn                                                 | [ 100 ] |
| 2019 | Đại sứ tuyên truyền hoạt động "Cùng nhà cung cấp dịch vụ viễn thông bảo vệ thông tin người dùng." | Youtube |

### Quảng cáo
| Năm     | Tên công ty                                                    | Tên sản phẩm/dịch vụ                                     | Loại sản phẩm/dịch vụ                   | Nghệ sĩ hợp tác            | Ng.             |
| ------- | -------------------------------------------------------------- | -------------------------------------------------------- | --------------------------------------- | -------------------------- | --------------- |
| 2003    | Công ty Viễn thông SK (SK Telecom)                             | Speed 011 (스피드011)                                    | Cơ quan tin tức                         |                            |                 |
| 2004    | Công ty Viễn thông LG (LG Telecom)                             | Công ty Viễn thông LG (LG Telecom)                       | Cơ quan tin tức                         | Bae Yong-joon              |                 |
| 2005    | Bánh kẹo Lotte (Lotte Food)                                    | Kem kiwi nha đam (알로에)                                | Kem                                     |                            |                 |
| 2005    |                                                                | Mr Pizza                                                 | Bánh Pizza                              |                            |                 |
| 2006    | CJ Food                                                        |                                                          | Hạt dẻ hữu cơ                           |                            |                 |
| 2006    | KT                                                             | KTF World Phone View (KTF 월드폰뷰)                      | Cơ quan tin tức                         |                            | [ 101 ]         |
| 2007    | MBC, SK                                                        | dmB Drive                                                | 캠페인                                  |                            |                 |
| 2007    | Uniqlo Hàn Quốc                                                | Uniqlo                                                   | Quần áo                                 |                            |                 |
| 2010    | SK플래닛                                                       | OK Cashbag (OK캐쉬백)                                    | Dịch vụ số dặm (마일리지 서비스)        |                            |                 |
| 2010    |                                                                | Trái tim dễ thương (러블리하트)                          | Túi xách, phụ kiện                      |                            |                 |
| 2010    | Dược phẩm Đông Á                                               | Garglin (가그린)                                         | Nước súc miệng                          |                            |                 |
| 2011    |                                                                | Naver Shopping                                           |                                         |                            |                 |
| 2011    |                                                                | Bảo hiểm NH Bank                                         | Bảo hiểm                                |                            |                 |
| 2011    | ELYSIAN GANGCHON                                               | Khu nghỉ dưỡng Elysian Gangchon                          | Khu nghỉ dưỡng trượt tuyết              |                            |                 |
| 2013–14 | Yeonseung Apparel Co., Ltd. ((주)연승어패럴)                   | TOPGIRL                                                  | Quần áo nữ                              |                            | [ 102 ]         |
| 2015    | KCC                                                            | Nội thất KCC HomeCC                                      | Thương hiệu nội thất đặc trưng          | Ko Chang-seok              | [ 103 ]         |
| 2017    | Mỹ phẩm Miguhara                                               | Mỹ phẩm Miguhara (미구하라)                              | Mỹ phẩm                                 |                            | [ 104 ]         |
| 2017    | BR Hàn Quốc                                                    | Baskin Robbins 31: Đó là Giáng sinh, vì vậy hãy tham lam | Nhượng quyền kinh doanh kem             | Son Hyun-joo, Ahn Jae-hong | Youtube         |
| 2017–18 | Công ty TNHH Hệ thống Thực phẩm (푸드시스템(주))               | Gamjatang 감자탕                                         | Nhượng quyền dịch vụ ăn uống            |                            | [ 105 ] [ 106 ] |
| 2017–18 | Bảo hiểm KB                                                    | Bảo hiểm trực tiếp KB (KB손해보험 다이렉트)              | Bảo hiểm xe hơi                         | Kim Yu-na                  | [ 107 ] [ 108 ] |
| 2018    | Hyundai Pharm (현대약품)                                       | Miero Fiber (미에로 화이바)                              | Thức uống bổ sung chất xơ               |                            | Youtube         |
| 2018    | Công ty TNHH Nhà máy bia Thanh Đảo (Tsingtao Brewery Co. Ltd.) | Tsingtao Wheat Beer (칭다오 위트비어)                    | Bia                                     |                            | Youtube         |
| 2020    | GS25                                                           | Dịch vụ giao hàng tại cửa hàng tiện lợi GS25             | Dịch vụ giao hàng tại cửa hàng tiện lợi | Yang Se-chan               | Youtube         |
| 2022    | COWELL Fashion                                                 | THIN.C (Think Underwear)                                 | Quần áo                                 |                            | [ 109 ]         |
| 2022    | DongKook Pharmaceutical Co., Ltd.                              | Madecasol                                                | Dược phẩm                               | Song Ji-hyo                | [ 110 ]         |
| 2022    | Daily One                                                      | Daily One                                                | Thực phẩm bổ sung                       |                            |                 |
| 2022    | Ultherapy                                                      | Ultherapy                                                | Thiết bị làm đẹp da                     |                            | Youtube         |

## Giải thưởng và đề cử
| Năm  | Lễ trao giải                                                             | Hạng mục                                                              | (Những) Người/Tác phẩm được đề cử           | Kết quả   | Ng.                     |
| ---- | ------------------------------------------------------------------------ | --------------------------------------------------------------------- | ------------------------------------------- | --------- | ----------------------- |
| 2013 | 32nd MBC Drama Awards                                                    | Nữ diễn viên mới xuất sắc nhất                                        | Công chúa Aurora                            | Đoạt giải | [ 111 ]                 |
| 2014 | 9th Asia Model Festival Awards                                           | Giải thưởng ngôi sao phim truyền hình                                 | Công chúa Aurora                            | Đoạt giải | [ 112 ]                 |
| 2014 | Giải thưởng phim truyền hình Hàn Quốc lần thứ 7 (7th Korea Drama Awards) | Giải thưởng xuất sắc, Nữ diễn viên                                    | Công chúa Aurora                            | Đề cử     | [ 113 ]                 |
| 2016 | Giải thưởng phim truyền hình MBC lần thứ 35 (35th MBC Drama Awards)      | Giải thưởng xuất sắc, Nữ diễn viên trong phim truyền hình dài tập     | Ngày mai chiến thắng                        | Đề cử     | [ 114 ]                 |
| 2017 | 12nd Asia Model Festival Awards                                          | Giải thưởng ngôi sao nổi tiếng                                        | Jeon So-min                                 | Đoạt giải | [ 115 ]                 |
| 2017 | 11th SBS Entertainment Awards                                            | Giải thưởng tân binh trong hạng mục tạp kỹ                            | Running Man                                 | Đoạt giải | [ 116 ] [ 117 ] [ 118 ] |
| 2017 | 11th SBS Entertainment Awards                                            | Giải thưởng ngôi sao toàn cầu                                         | Với các thành viên Running Man              | Đoạt giải | [ 116 ] [ 117 ] [ 118 ] |
| 2017 | 11th SBS Entertainment Awards                                            | Giải thưởng cặp đôi đẹp nhất                                          | Jeon So-min (với Lee Kwang-soo) Running Man | Đoạt giải | [ 119 ]                 |
| 2018 | 2019 Korea First Brand Awards                                            | Giải thưởng người mẫu thương mại nữ                                   | Jeon So-min                                 | Đoạt giải | [ 120 ] [ 121 ]         |
| 2018 | 12th SBS Entertainment Awards                                            | Giải thưởng xuất sắc hàng đầu trong hạng mục tạp kỹ                   | Running Man                                 | Đoạt giải | [ 122 ] [ 123 ]         |
| 2018 | 12th SBS Entertainment Awards                                            | Giải thưởng xuất sắc trong hạng mục tạp kỹ                            | Running Man                                 | Đề cử     | [ 122 ] [ 123 ]         |
| 2018 | 12th SBS Entertainment Awards                                            | Giải thưởng cặp đôi đẹp nhất                                          | Jeon So-min (với Lee Kwang-soo) Running Man | Đề cử     | [ 122 ] [ 123 ]         |
| 2018 | 32nd KBS Drama Awards                                                    | Nữ diễn viên xuất sắc nhất phim truyền hình One-Act/đặc biệt/ngắn     | Review Notebook of My Embarrassing Days     | Đề cử     | [ 124 ]                 |
| 2019 | Brand Customer Loyalty Awards                                            | Người đứng đầu về mức độ trung thành với thương hiệu của nữ diễn viên | Jeon So-min                                 | Đoạt giải | [ 125 ]                 |
| 2020 | Asia Artist Awards                                                       | Giải thưởng được yêu thích (Nữ diễn viên)                             | Jeon So-min                                 | Đề cử     | [ 126 ] [ 127 ]         |
| 2020 | 14th SBS Entertainment Awards                                            | Giải thưởng Nội dung Vàng                                             | Với các thành viên Running Man              | Đoạt giải | [ 128 ]                 |
| 2020 | 2021 Korea First Brand Awards                                            | Người đa giải trí tốt nhất (Best Multi-Entertainer)                   | Running Man và Sixth Sense                  | Đoạt giải | [ 121 ]                 |
| 2021 | 2022 Korea First Brand Awards                                            | Người đa giải trí tốt nhất (Nữ)                                       | Jeon So-min                                 | Đoạt giải | [ 129 ]                 |
| 2021 | 35th KBS Drama Awards                                                    | Nữ diễn viên xuất sắc nhất trong Drama Special/TV Cinema              | Hee-soo                                     | Đoạt giải | [ 130 ] [ 131 ]         |
| 2022 | Giải thưởng Truyền hình Quốc tế Seoul (Seoul International Drama Awards) | Nữ diễn viên xuất sắc nhất                                            | Hee-soo                                     | Đề cử     | [ 132 ]                 |
| 2022 | Korea Drama Awards                                                       | Giải thưởng xuất sắc, Nữ diễn viên                                    | Phía sau khung cửa sổ                       | Đoạt giải | [ 133 ]                 |